# Онуфрий (Хаврук)
Архиепи́скоп Ону́фрий (укр. Архієпископ Онуфрій; в миру Яросла́в Яросла́вович Хавру́к род. 25 июня 1966, село Дермань, Ровненская область, Украинская ССР) — епископ Православной церкви Украины, титулярный архиепископ Кицманский, настоятель храма Рождества Христова в Черновцах.

## Биография
В 1981 года получил свидетельство о неполном среднем образовании. В 1984 года окончил Дубновское культурно-просветительное училище. С 1984 по 1988 годы учился в Луцком государственном пединституте им. Леси Украинки на факультете истории и общественных дисциплин.
С 1988 по 1991 год работал на различных должностях по педагогической специальности.
10 марта 1991 года архиепископом Ровенским и Острожским Иринеем (Середним) был рукоположён в сан диакона и нёс служение в Дерманской Свято-Троицкой приходской церкви и в Дерманском Свято-Троицком женском монастыре.
3 июня 1992 года архиепископом Иринеем был рукоположён в сан пресвитера и назначен настоятелем Михайловской церкви села Миротин, где нёс служение 10 лет.
В 1993 году окончил заочное отделение Киевской духовной семинарии.
В 2002 году епископом Ровенским Варфоломеем (Ващуком) был назначен настоятелем Воскресенской церкви города Острога.
С 2003 года обучался в аспирантуре при Национальном университете «Острожская академия» по специальности «религиоведение», работая над диссертацией на тему «Ідея утворення Православного патріархату в Українських землях в контексті міжконфесійних реалій в кінці 16 — першій половині 17 ст.» («Идея образования Православного патриархата в украинском землях в контексте межконфессиональных реалий в конце XVI — первой половине XVII в.». Удостоен учёного звания кандидат философских наук. С 2005 года работал преподавателем Национального университета «Острожская академия» на кафедре религиоведения.
В 2005 году перешёл в Киевский патриархат. В официальном комментарии Винницкой епархии говорится: «в 2005 году в Остроге, где он был священником УПЦ, занимал должность настоятеля Свято-Воскресенского храма, который, подделав подписи прихожан, отдал раскольникам. А через два дня, когда прихожане узнали об измене своего пастыря, они просто закрыли перед ним двери храма. Но амбициозный о. Ярослав (как тогда звали теперешнего „владыку“), которого, очевидно, подталкивала перспектива быстрого карьерного роста в КП, однажды пришёл к своим бывшим верующим не со словом Божьим, а с бойцами, которые дубинками и бейсбольными битами повыгоняли их из церкви. За это протоиерей Ярослав Хаврук был лишён священного сана».
25 октября 2005 года в Свято-Георгиевском монастыре на Казацких могилах был пострижен в монашество с именем Онуфрий. 30 октября 2005 года был хиротонисан в сан епископа Дерманского, викария Ровенской епархии с пребыванием в городе Остроге.
4 марта 2006 года Священным синодом УПЦ КП назначен епископом Винницким и Брацлавским.
23 января 2012 года указом патриарха Киевского Филарета (Денисенко) был возведён в сан архиепископа.
8 марта 2013 года решением Священного Синода УПЦ КП был назначен управляющим Черновицкой и Кицманской епархией.
15 декабря 2018 года вместе со всеми другими архиереями УПЦ КП принял участие в "объединительном соборе" в храме Святой Софии в Киеве, сформировав, таким образом, Православную церковь Украины.
2 февраля 2024 года в результате объединения параллельных епархиальных структур в Черновицкой области, Синод ПЦУ постановил назначить архиепископа Онуфрия титулярным архиепископом Кицманским, настоятелем собора Рождества Христова в городе Черновцы в подчинении Предстоятеля ПЦУ, выразив ему благодарность за ранее понесённые труды.